# Роса (Леко)
Роса је насеље у Италији у округу Леко, региону Ломбардија.
Према процени из 2011. у насељу је живело 151 становника. Насеље се налази на надморској висини од 251 м.